# محمود صرخی
محمود التمیمی معروف به محمود حسنی صَرخی (عربی: محمود الحسنی الصرخی؛ زاده: ۱۹۶۴، کاظمین) روحانی سلفی
 و بنیانگذار یک گروه مسلح در عراق است که از سال ۲۰۰۴ در حملات بسیاری در عراق دست داشته‌است. صرخی در سال ۱۹۸۷ از دانشکده مهندسی راه و ساختمان دانشگاه بغداد فارغ‌التحصیل و سال ۱۹۹۴ وارد حوزه شد. او عضو جیش المهدی بود اما از سال ۲۰۰۵ از آن جدا شد و سازمان مسلحی تأسیس کرد. صرخی مدعی است که بی واسطه از طرف مهدی، امام دوازدهم شیعیان صحبت می‌کند. نیروهای تحت امر او موسوم به «ارتش امام حسین» در سال ۲۰۰۶ و در اعتراض به دخالت ایران در عراق، به کنسولگری ایران در کربلا حمله کردند. آن‌ها دارای گرایش‌های ایرانی‌ستیزانه هستند. در کتاب تکامل دولت اسلامی از سید علی سیستانی به عنوان چالشی برای قدرت مذهبی و سیاسی و رقیب سرسخت صرخی یاد شد که برآمده از تأثیر ایران بر سیاست‌های عراق و در تضاد با تاکیدات صرخی بر روی پس‌زمینه‌های عربی و عراقی خود است که با تبار ایرانی سیستانی تضاد دارد.
آن‌ها در سال‌های ۲۰۰۶ و ۲۰۰۷ با بمب‌های کنار جاده‌ای نیروهای ائتلاف را هدف قرار دادند. هواداران صرخی سابقهٔ حمله به دفتر سیستانی را هم دارند.
بعضاً هواداران این گروه خرد بین ۲۵ تا ۳۰ هزار نفر تخمین زده شده‌است. به نوشتهٔ میدل ایست آی پژوهشگران اسلامی برخورداری وی از ۱۰ هزار هوادار را هم تأیید نمی‌کنند.
در سال ۲۰۱۹ گفته شد که پیروان صرخی به کنسولگری ایران در کربلا حمله کرده‌اند. به نوشتهٔ الجزیره، هوادارن وی نقش مهمی در حمله به کنسولگری ایران در کربلا داشته‌اند. ۳۰۰ نفر از هوادارن صرخی از منطقه طویریج به کربلا منتقل شده و به کنسولگری ایران حمله کردند.

## تحصیلات حوزوی
محمود صرخی در سال ۱۹۹۴ در حوزه علمیه نجف تحصیل کرد. او از شاگردان سید محمد صدر بود.

## ریشه دیدگاه‌ها و عقاید
در سال‌های دهه ۱۹۹۰ میلادی گروه‌هایی در میان شیعیان عراق پدید آمدند که هرکدام خود را پیوسته به اندیشه مهدویت معرفی می‌کردند. عمده این افراد از اطرافیان سید محمد صدر بودند. وی توسط دولت آمریکا ترور شد و فرزندش مقتدی صدر در سال‌های اشغال عراق توسط آمریکا جیش المهدی را بنیان نهاد. در چند سند ویکی‌لیکس ادعا شده که او در بعضی از خشونت‌های آن سال‌ها دست داشته اما بعدا از جریان صدر فاصله گرفته است. سید محمد صدر و فرزندش مقتدی صدر ادعایی دربارهٔ اتصال خود به امام دوازدهم یا شخصیت‌های مرتبط با ظهور نداشتند. اما برخی افراد جوان و از طبقه پایین جامعه عراق اقدام به تأسیس سازمان‌های مسلحی در عراق کرده و خود را به اندیشه مهدویت یا شخصیت‌های مرتبط با آن همچون سید یمانی یا سید حسنی ربط دادند و در عین حال بر علیه روحانیت و مرجعیت شیعه در نجف فعالیت کردند.
محمود صرخی اعتقادات اصلی شیعه را به چالش می‌کشد و بسیاری از مناسکی شیعه را بدعت در دین می‌داند.
ضیا عبدالزهرا کاظم سازمانی موسوم سربازان بهشت را تأسیس کرد و چند عملیات نظامی از جمله تلاش برای حمله و تصرف شهر نجف را اجرا کرد. او که خود را امام دوازدهم و رجعت امام دوم می‌نامید نهایتاً در سال ۲۰۰۸ همراه با احمد الحسن رهبر دیگر فرقه در درگیری با نظامیان عراقی به قتل رسید. هر چند حامیان احمد الحسن باور دارند که او زنده است.
گفته می‌شود محمود صرخی، رهبر ضد‌ایرانی‌ترین گروه شیعه در عراق است. او مخالف نفوذ ایران در عراق و نظریه ولایت فقیه است.
صرخی در جریان درگیری سال ۲۰۰۷ نجف به حمایت از فرقه سربازان بهشت خواستار تحقیق دربارهٔ درگیری شده و آنرا یک کشتار خواند. پس از قتل ضیا عبدالزهرا کاظم حامیان احمد الحسن تبلیغ دربارهٔ وی را ادامه دادند. صرخی و احمد الحسن هرکدام خود را سید یمانی و مرتبط با امام دوزادهم و… معرفی کرده و به درگیری و تکذیب یکدیگر پرداختند به انتشار جزواتی در رد دیگری اقدام کردند.

## درگیری‌ها
محمود صرخی بعنوان یک روحانی بنیانگذار سازمان مسلح «ارتش امام حسین» بیشتر به دلیل تنش‌ها و درگیری‌هایش شناخته می‌شود.

### حمله به کنسولگری ایران در بصره
در سال خرداد ۱۳۸۵ در اعتراض به پخش یک برنامه از شبکه کوثر، نیروهای وی به کنسولگری ایران در بصره آتش گشودند و پرچم عراق را بر فراز ساختمان کنسولگری برافراشتند.

### حمله به نیروهای ائتلاف آمریکایی
بین سال‌های ۲۰۰۶ تا ۲۰۰۷ نیروهای وی با بمب‌های کنار جاده‌ای به نیروهای ائتلاف آمریکایی حمله می‌کردند.

### درگیری با دولت عراق
در ۲ ژوئیه ۲۰۱۴ درگیری‌ها بین طرفداران صرخی که به نام ارتش امام حسین شناخته می‌شد با دولت عراق در زمان نخست‌وزیری نوری مالکی درگرفت. این درگیری بعد از آن رخ داد که پس از سقوط شهر موصل، سید علی سیستانی فتوی داده بود شیعیان به‌صورت داوطلبانه پشت سر صفوف ارتش عراق و علیه داعش بجنگند.

### حمله به حرم امام حسین
در سال ۲۰۱۶  پیروان صرخی متهم شدند که می‌خواستند حرم امام حسین را اشغال کنند. اما آنها این ادعا را رد می‌کنند.

### حمله به کنسولگری ایران در کربلا
شبکه الجزیره گروه‌های حامی و پیرو محمود صرخی را عامل حمله به سفارت ایران در کربلا در جریان تظاهرات اکتبر در عراق معرفی کرده‌است.

### حمله به دفاتر محمود صرخی
در آوریل ۲۰۲۲ دفاتر و حسینیه‌های محمود صرخی در عراق به آتش کشیده شدند.

## رپ حسینی
هواداران وی در سال ۲۰۱۹ در مسجد الشعب در حاشیهٔ بغداد، مراسم عزاداری را همراه با رپ برگزار کردند. آن‌ها در این مراسم به مناسبت عزاداری، اقدام به سینه‌زنی با بیت‌های رپ همراه با مداحی می‌کردند. این شیوهٔ عزاداری در عراق به «رپ حسینی» معروف شده‌است.